# Malkowice (Twardawa)
Malkowice (dodatkowa nazwa w j. niem. Malkowitz) – przysiółek wsi Twardawa w Polsce, położony w województwie opolskim, w powiecie prudnickim, w gminie Głogówek. Historycznie leży na Górnym Śląsku, na ziemi prudnickiej.
W latach 1975–1998 przysiółek administracyjnie należał do ówczesnego województwa opolskiego.
Według danych na 31 grudnia 2022 przysiółek był zamieszkany przez 73 osoby.

## Nazwa
Według niemieckiego językoznawcy Heinricha Adamy’ego nazwa jest patronimiczną nazwą pochodzącą od założyciela wsi lub jej patrona o imieniu Malk. W swoim dziele o nazwach miejscowych na Śląsku wydanym w 1888 roku we Wrocławiu jako starszą od niemieckiej przytacza nazwę w obecnej polskiej formie - Malkowice podając jej znaczenie "Dorf der Malk" - "Wieś Malka". 1 października 1948 r. nadano miejscowości, wówczas administracyjnie związanej z Dobieszowicami, polską nazwę Małkowice. Nazwa została zmieniona na Malkowice 1 stycznia 2007.

## Historia

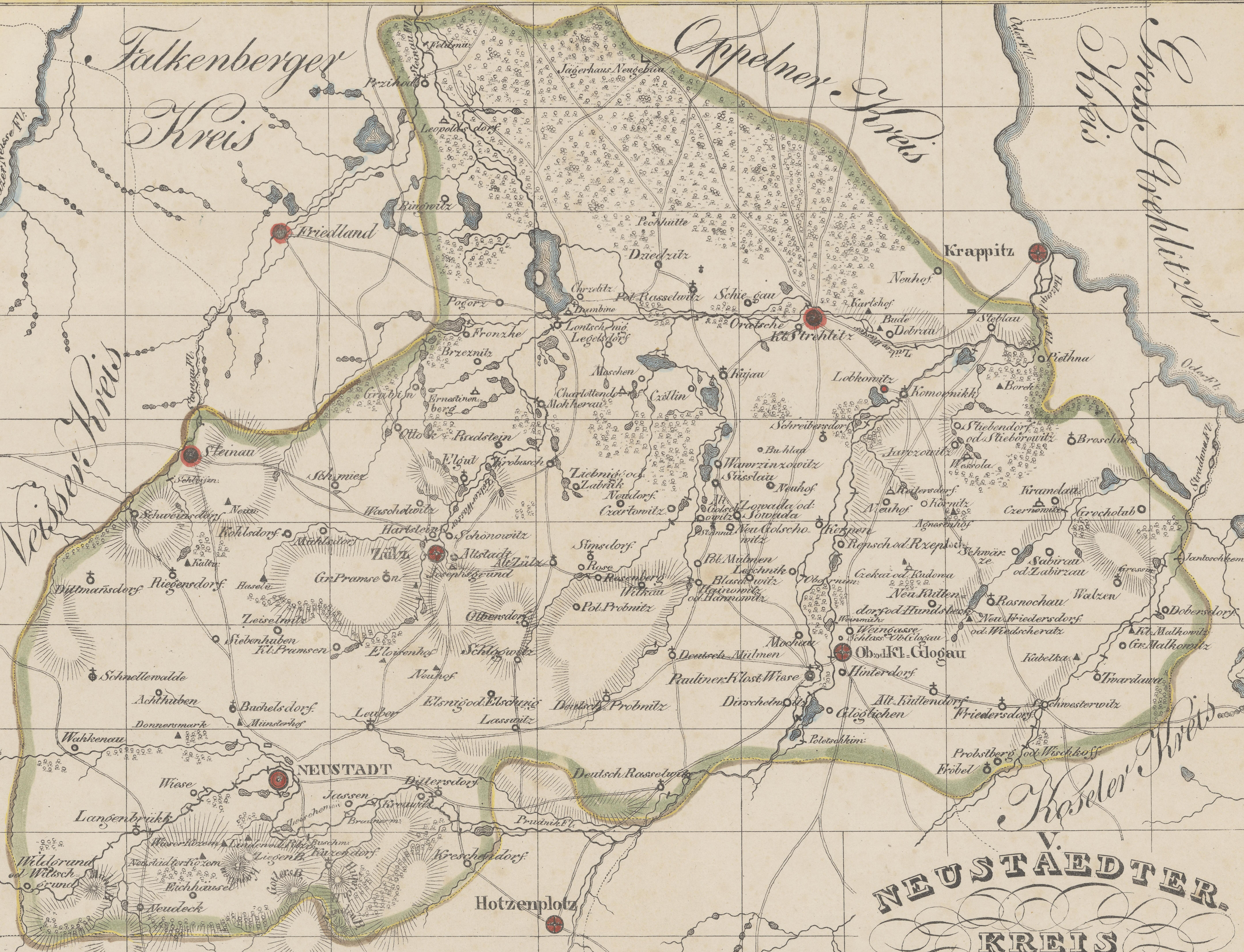
Malkowice (Kl Malkowitz i Gr Malkowitz) wśród miejscowości ziemi prudnickiej na mapie z XIX wieku

W 1921 w zasięgu plebiscytu na Górnym Śląsku znalazła się tylko część powiatu prudnickiego. Malkowice znalazły się po stronie wschodniej, w obszarze objętym plebiscytem.
Po II wojnie światowej, od marca do maja 1945 powiat prudnicki znajdował się pod kontrolą radzieckiej komendantury wojskowej. 11 maja 1945 polska administracja przejęła władzę cywilną w powiecie prudnickim. Mieszkańcom Malkowic, posługującym się dialektem śląskim bądź znającym język polski, pozwolono pozostać we wsi po otrzymaniu polskiego obywatelstwa.
W spisie gromad i miejscowości w powiecie prudnickim na dzień 1 stycznia 1953 wymieniono Malkowice jako przysiółek Twardawy. Według podziału administracyjnego województwa opolskiego na dzień 31 sierpnia 1964, Malkowice (Małkowice), jako przysiółek Twardawy, należały do gromady Biedrzychowice. W 1966 w przysiółku mieszkały 133 osoby. W 2013 w miejscowości mieszkały 83 osoby.

## Transport
W zarządzie Wydziału Drogownictwa Starostwa Powiatowego w Prudniku znajduje się droga powiatowa nr 1810O relacji Malkowice – Twardawa.

## Religia
Katolicy z Malkowic należą do parafii św. Małgorzaty Dziewicy i Męczennicy w Twardawie (dekanat Gościęcin).

## Bezpieczeństwo
Miejscowość jest pod opieką dzielnicowego rejonu służbowego nr 11 Komendy Powiatowej Policji w Prudniku (Komisariat Policji w Głogówku).
Teren miejscowości, jak i całej gminy Głogówek, położony jest w strefie nadgranicznej w związku z czym Straż Graniczna dysponuje, na tym obszarze, specjalnymi kompetencjami w zakresie bezpieczeństwa. Gminę Głogówek obejmuje zasięgiem służbowym placówka Straży Granicznej w Opolu ze Śląskiego Oddziału SG.